# Jaguar Mark X
La Jaguar Mark X, ultérieurement désignée sous l'appellation Jaguar 420G, est une automobile de grand luxe de type berline, produite par le constructeur britannique Jaguar Cars entre les années 1961 et 1970. Successeuse de la Mark IX, elle occupe une position éminente au sein de la gamme du manufacturier, tout en s'émancipant résolument des canons stylistiques et des choix techniques qui prévalaient jusqu'alors.
Sur le plan de la conception industrielle, la Mark Ten, avec sa silhouette à la fois rectiligne et légèrement fuselée, s’imposa comme un modèle emblématique de la marque Jaguar. Sa face avant se distinguait par un bouclier droit, surmonté d’une calandre verticale, souvent rehaussée d’une légère inclinaison vers l’avant, et encadrée par quatre imposants phares circulaires. Lorsque Jaguar procéda au renouvellement de sa gamme de berlines à la fin des années 1960, la XJ6, lancée en 1968, reprit certains traits stylistiques de la Mark Ten. 
Une calandre analogue et des phares composés de quatre projecteurs circulaires ont distingué la majorité des berlines Jaguar durant près d’un demi-siècle, jusqu’en 2009, année marquant la fin de la troisième génération de la série XJ ainsi que celle de la Jaguar X-Type. Par ailleurs, la marque ne produisit plus, au cours du reste du XXe siècle, d’automobiles d’une envergure comparable à la Mark Ten et à la 420G, exception faite de la version à empattement allongé des Jaguar XJ à partir de 2003.
Introduite moins d’une année après l’emblématique E-Type de Jaguar, la Mark X suscita l’attention en reprenant une part notable des innovations techniques, des spécifications mécaniques et des solutions technologiques de la Type E. À la différence de ses devancières, cette automobile se distinguait par une structure monocoque intégrée – la plus vaste alors produite au Royaume-Uni –, ainsi que par un système de freins à disque sur les quatre roues et une suspension arrière indépendante, dotée de freins incorporés, une configuration inédite parmi les véhicules de luxe britanniques du début des années 1960. Motorisée par le même propulseur à triple carburateur de 3,8 litres que la Type E, elle offrait à ce vaisseau amiral de Jaguar, pourvu d’un équipement somptuaire, des performances dynamiques notables, atteignant une vitesse maximale de 193 km/h. Son prix était inférieur de moitié à celui de la Rolls-Royce Silver Cloud contemporaine. 
Bien que la presse des deux rives de l’Atlantique eût encensé ce modèle et que Jaguar eût nourri l’ambition de séduire chefs d’État, diplomates et célébrités du septième art — visant principalement le lucratif marché américain—, la Mark X ne parvint jamais à atteindre ses objectifs commerciaux. La version la plus rare aujourd’hui demeure celle dotée du moteur de 4,2 litres, dont la production se limita à 5 137 unités, et dont un faible nombre subsiste à ce jour.

## Châssis

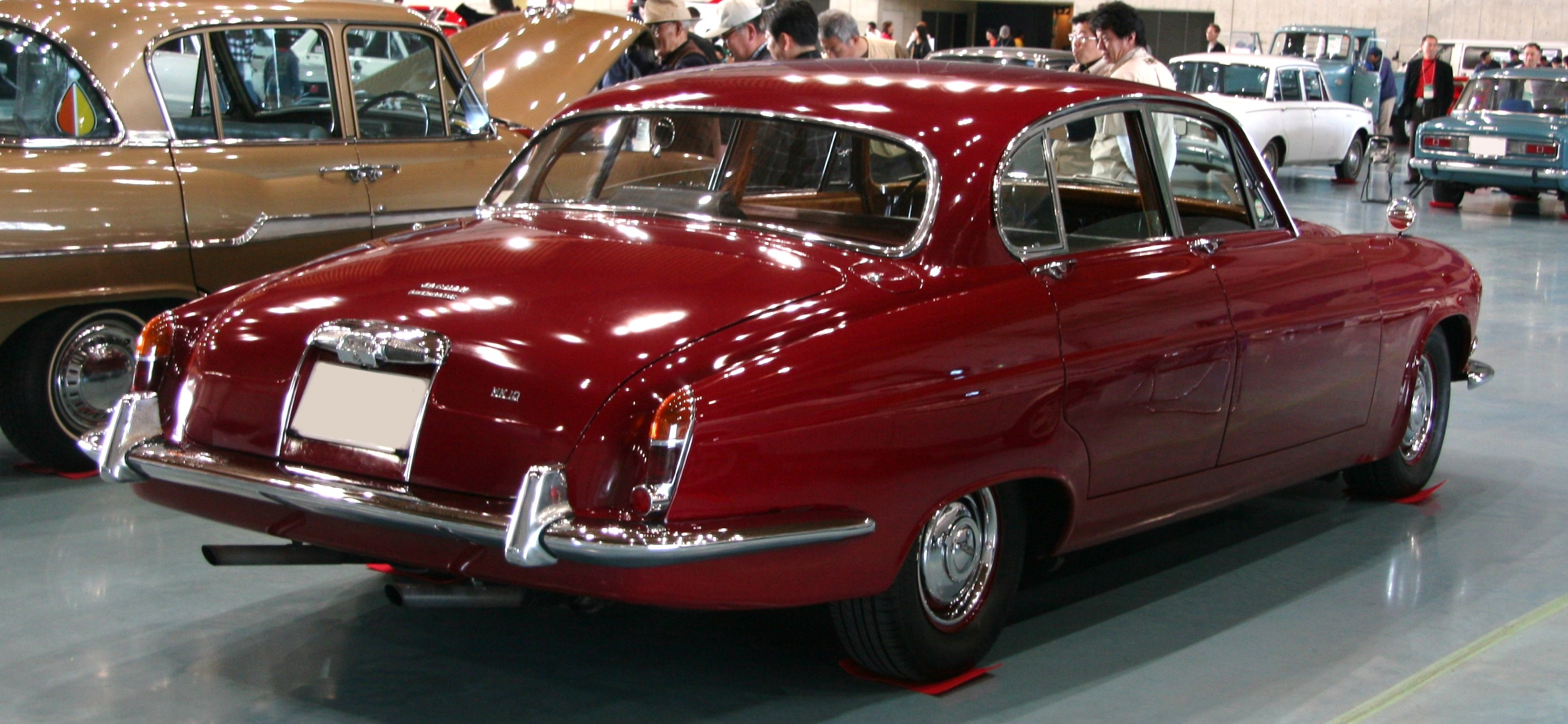
Marque Jaguar X arrière

En 1961, la X introduisit une nouvelle esthétique de proue verticale, légèrement inclinée vers l’avant, pour ses berlines Jaguar. Ce dessin s’illustrait par l’intégration de quatre projecteurs encastrés dans des ailerons avant aux courbes galbées – une inspiration puisée dans la Daimler DK400 – ainsi que par une calandre à lamelles. Cette physionomie avant, caractéristique et reconnaissable, se perpétua au fil des générations successives de berlines du constructeur, demeurant une marque distinctive jusqu’aux modèles X-Type et à la troisième mouture de la Jaguar XJ, dont la production s’acheva en 2009. Ainsi, cette stylistique frontale imprégna l’identité visuelle des Jaguar pendant près d’un demi-siècle.
Contrairement à ses devanciers et à la plupart de ses rivaux contemporains, lesquels recouraient à une structure carrosserie sur châssis, la Mark Le X fut doté, lors de sa conception, d’une caisse monocoque dénommée « Zenith ». Son plancher, demeuré en production sous une forme allongée, perdura bien au-delà du Mark 1, et ce, jusqu’à la cessation de la fabrication du X. Cette plateforme servit ultérieurement de fondement à la limousine Daimler DS420, dont la production s’acheva en 1992. Par ailleurs, l’habitacle de ce modèle marqua la fin d’une époque chez Jaguar, étant le dernier à intégrer en série un riche appoint de boiseries. Celles-ci ornaient notamment le tableau de bord, les écussons, les garnitures de vitres, ainsi qu’une paire de vastes plateaux arrière rabattables, assortis au bois du véhicule. S’y ajoutait un plateau coulissant pour les passagers avant, logé sous la planche de bord.
Ultérieurement, un système de climatisation ainsi qu’une cloison vitrée insonorisante, séparant l’habitacle avant de l’arrière, furent proposés en option. Les portières, de dimensions considérables, requéraient l’intégration de ressorts hélicoïdaux à torsion dans leurs montants afin d’en permettre l’ouverture depuis l’intérieur avec une force jugée raisonnable.
Depuis son lancement à la mi-octobre 1961 jusqu’à l’avènement, en 1992, de la sportive surbaissée XJ220, la Mark X figurait parmi les Jaguar de série les plus amplement dimensionnées jamais conçues. Interrogé en 1972 sur le caractère peut-être excessif de ses proportions, le président de la marque, William Lyons, reconnut sans ambages qu’il en était « assurément » ainsi. À l’inverse, il jugea la XJ6, alors nouvellement présentée et sensiblement plus ramassée, d’une « taille des plus adéquates ». 

## Mécanique
La Mark La X fut la première berline Jaguar dotée d’une suspension arrière indépendante, œuvre de William Heynes, éminent directeur technique et ingénieur en chef de la marque. Elle se distinguait de ses devancières par l’adoption de jantes de quatorze pouces, à l’encontre des quinze pouces alors en vogue. Son essieu arrière, dérivé du système IRS (Independent Rear Suspension) — initialement déployé sur la Type E —, était ici élargi, et cette architecture perdura jusqu’à l’ultime X308 en 2003. À l’avant, la suspension recourait à un dispositif à doubles triangles, associé à des ressorts hélicoïdaux et des amortisseurs télescopiques.
La puissance initiale émanait de la version E-type du propulseur 3781 de Jaguar, un moteur à six cylindres en ligne XK de 1,8 litre, conçu par W. Heynes, délivrant soit 186 kW, soit 198 kW, selon le taux de compression retenu. Un taux de compression standard de 9:1 était usité, bien qu’un rapport alternatif de 8:1 pût être choisi à titre facultatif. Lors du Salon de l’automobile de Londres, en octobre 1964, la cylindrée fut accrue à 4 235 cm³, supplantant ainsi l’unité de 3,8 litres, laquelle demeura toutefois disponible à la commande jusqu’en octobre 1965. L’alimentation était assurée par trois carburateurs S.U., approvisionnés par un filtre à air AC Delco, lequel était disposé à l’avant de la roue droite.
Les modalités de transmission proposées étaient la mécanique, la mécanique surmultipliée ou l’automatique. L’avènement du propulseur de 4,2 litres coïncida avec l’introduction d’une nouvelle boîte de rapports intégralement synchronisée à quatre vitesses, supplantant l’antique boîte héritée de la Mark 3,8 litres IX du constructeur, laquelle ne bénéficiait de synchroniseurs qu’aux trois rapports supérieurs. La plupart des véhicules destinés au marché domestique, ainsi que la quasi-totalité de ceux acheminés vers les lucratives contrées nord-américaines, quittaient la chaîne de montage munis d’une transmission automatique Borg Warner. L’adoption du bloc de 4,2 litres s’accompagna également d’une amélioration substantielle pour les acquéreurs d’automobiles à changement de vitesses automatique, lesquels virent le système Borg Warner évoluer d’une unité DG vers une unité de type 8. L’ensemble motopropulseur fut parachevé par un différentiel à glissement limité Thornton Powr-Lok.
La capacité de freinage de ce véhicule massif était assurée par un système de freins à disque assistés sur chacune des roues, les mécanismes postérieurs étant juchés en position interne, à proximité immédiate du différentiel. 

La direction assistée figurait de série, les ultimes modèles dotés du moteur 4.2 litres étant pourvus de boîtiers de direction à démultiplication variable Marles Varamatic Bendix (Adwest), mis au point par l’ingénieur australien Arthur Bishop.  

## 420G

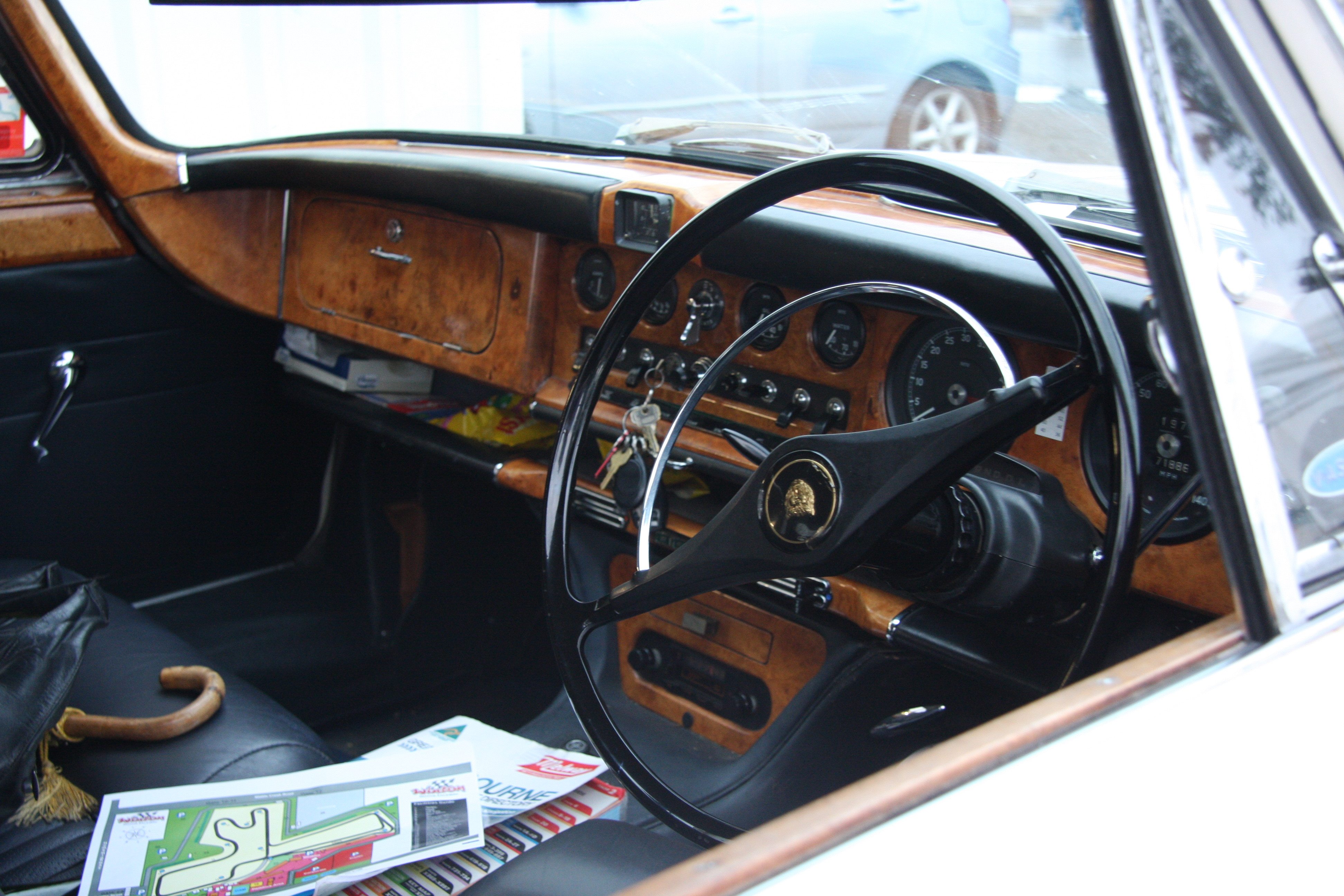
Intérieur de la Jaguar 420G 1967

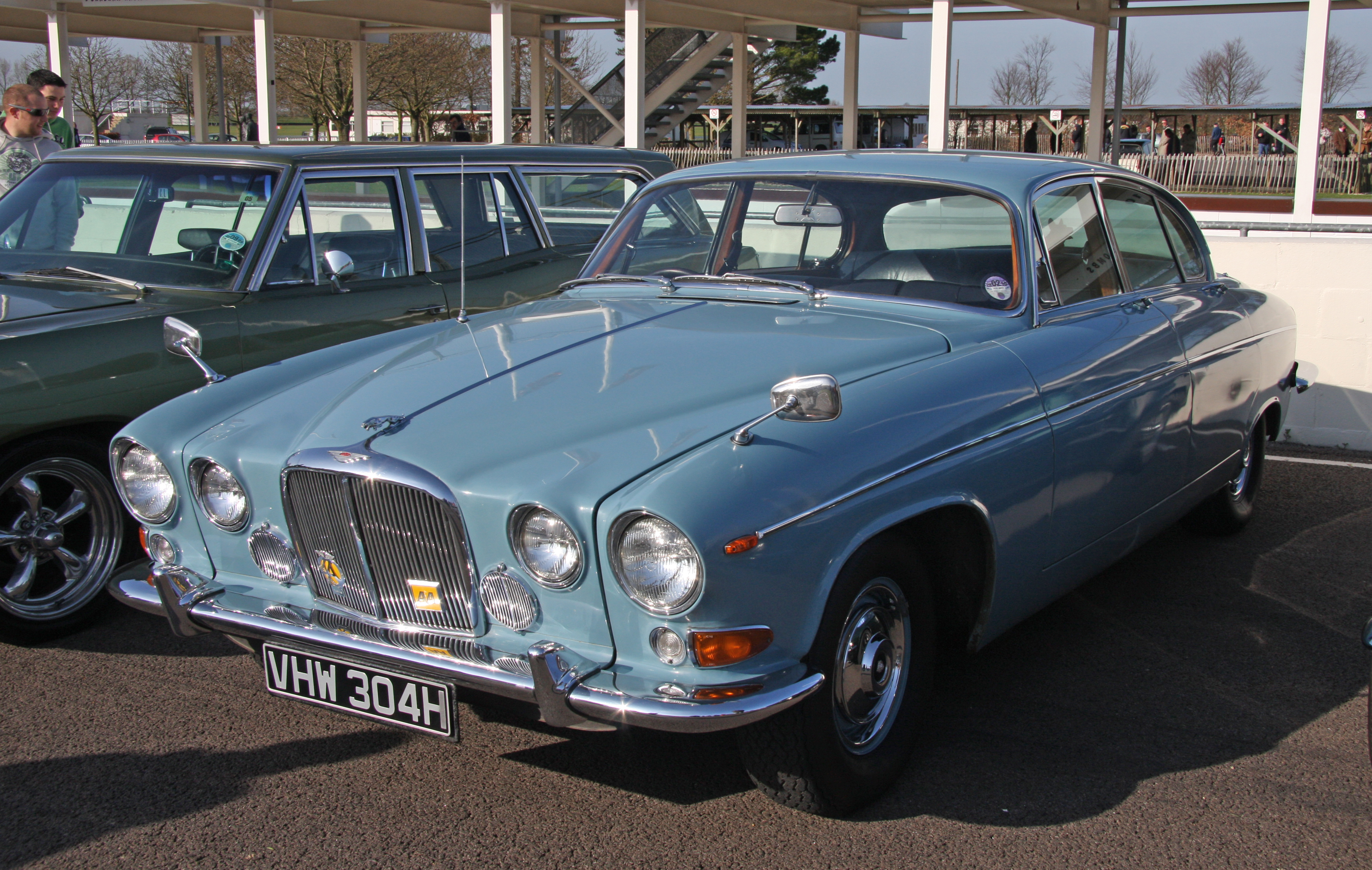
Jaguar 420G

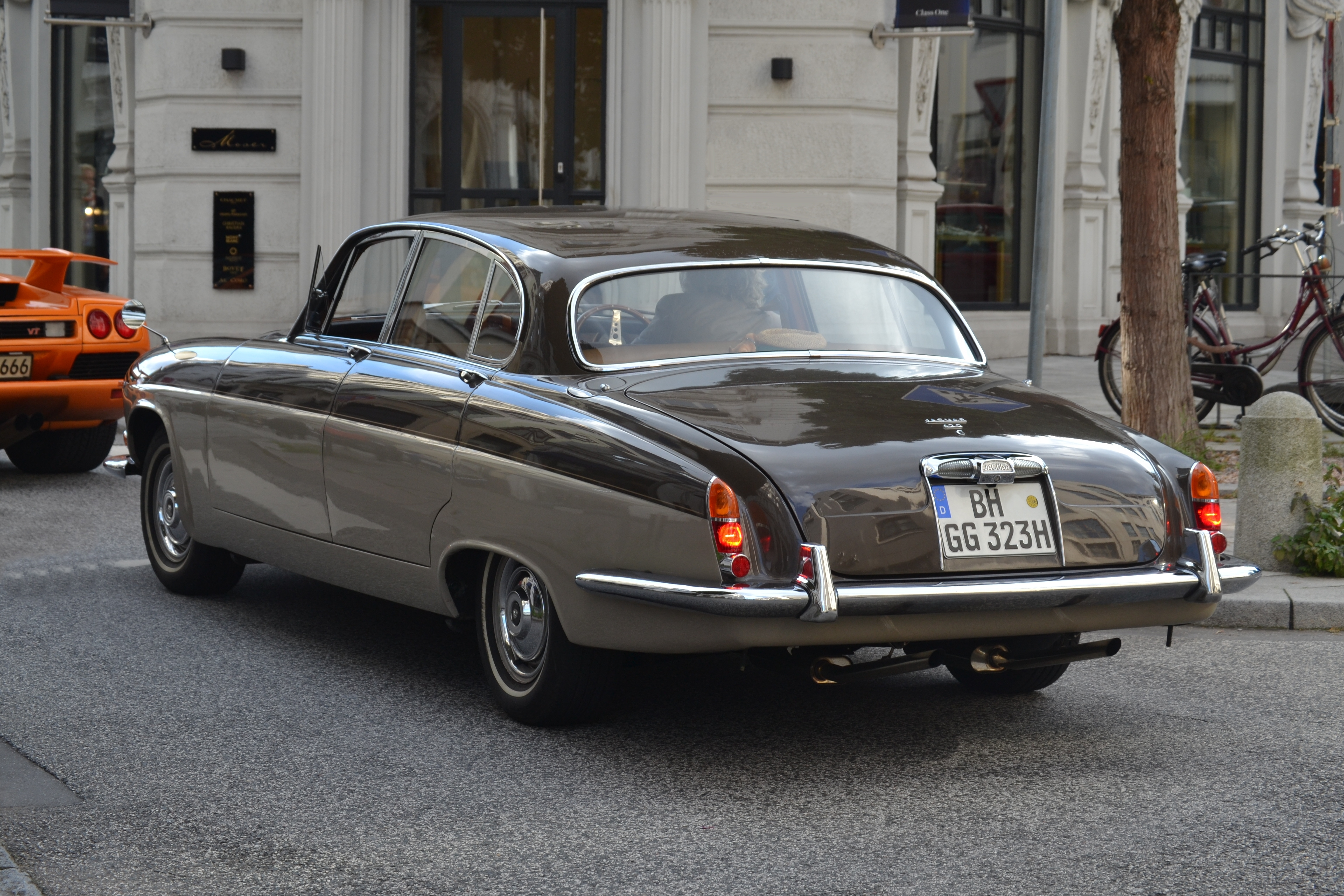
Jaguar 420G

Pour le Salon de l'automobile de Londres en octobre 1966, la Mark X fut dénommée Jaguar 420G (à ne point la confondre avec la Jaguar 420, de dimensions moindres). La 420G se différenciait de la Mark X par quelques modifications distinctives : l’adjonction d’une barre verticale médiane scindant la calandre en deux parties, l’ajout de répétiteurs de clignotants sur les ailes avant ainsi qu’une moulure chromée courant le long des panneaux de portières et d’ailes. Certaines finitions bicolores permettaient toutefois de supprimer cette garniture chromée.
Les transformations apportées à l’habitacle incluaient l’ajournement des parties médianes des sièges en cuir, le renforcement de certaines sections du tableau de bord par un bourrelet destiné à accroître la sûreté, ainsi que le transbordement de l’horloge vers une position plus centrale. Par ailleurs, la climatisation fut introduite en guise d’équipement facultatif.
Une version limousine pouvait être commandée sur le châssis standard. À la place des sièges individuels des modèles ordinaires, elle disposait d’un dossier fixe monobloc, surmonté d’une paroi vitrée coulissante séparant l’habitacle.
Bien que sa durée de production fût identique à celle du Mark X – soit cinq années –, la 420G ne connut qu’un succès commercial des plus modestes, ses ventes n’atteignant pas le tiers de celles de son homologue. Ce défaut d’engouement, conjugué à l’essor progressif de la fabrication de la XJ6, plus compacte, précipita la cessation de sa production en 1970.

### Huit places

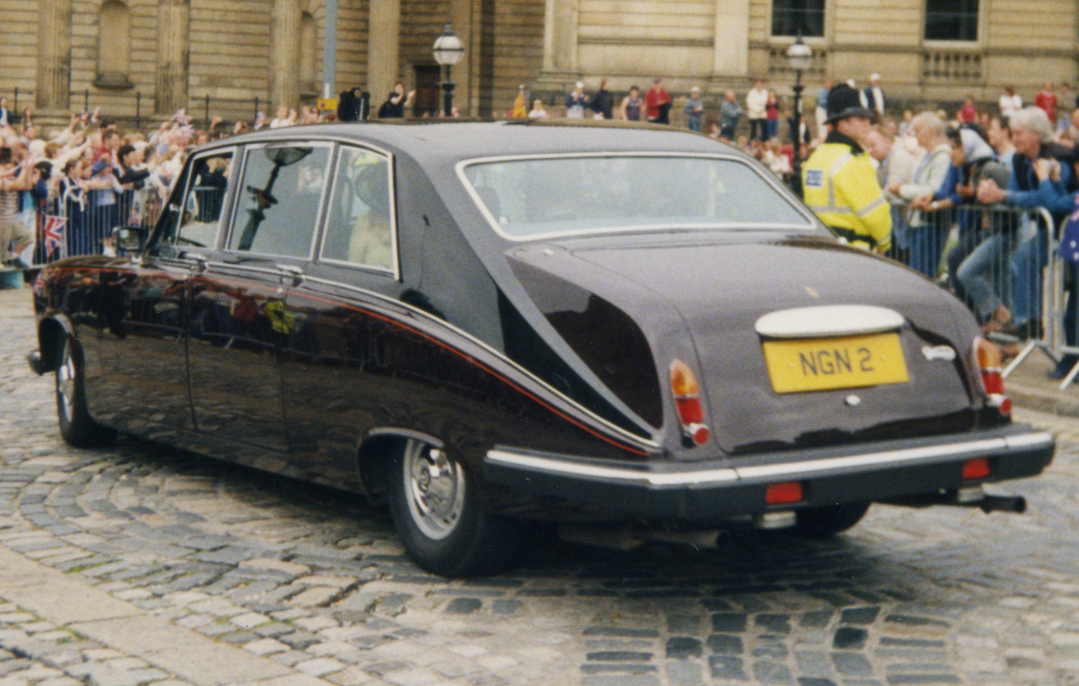
Daimler DS420 sur châssis 420G lwb

En 1968, British Leyland mit un terme à la fabrication de la limousine Daimler DR450 et de la Vanden Plas Princess, leur substituant une version allongée de la 420G, dotée d’un empattement de 3 581 mm et d’une carrosserie octoplace s’inspirant, pour l’arrière, des lignes dites Empress Line de Hooper, tout en conservant une structure monocoque. Cette nouvelle mouture, assemblée par Vanden Plas, ne présentait, hormis certains éléments stylistiques, aucune filiation directe avec les automobiles Daimler produites avant le rachat de la marque par le consortium britannique.
La « Daimler DS420 » de British Leyland fut dévoilée en juin 1968. Plus imposante que la 420G, cette limousine arborait des dimensions notables, avoisinant cinq mètres de long et un mètre quatre-vingt-dix-huit de large, conférant à sa silhouette une prestance remarquable. Son habitacle, spacieux, pouvait aisément recevoir six passagers sur les sièges arrière, complétés par trois strapontins escamotables. Sir William Lyons releva que son tarif s’établissait à moins de la moitié de celui de ses concurrentes. 
L'empattement de la 420G fut accru de vingt-et-un pouces, sa mécanique ayant fait l'objet d'une reconfiguration ingénieuse. Ce véhicule, conçu pour accueillir huit passagers, demeura en production jusqu'en 1992 et fut employé par de nombreux États à des fins protocolaires. Il trouva également un usage fréquent dans le domaine des pompes funèbres, soit pour le transport des endeuillés, soit, après aménagement spécifique, comme véhicule funéraire.

## Modèles réduits
Un an après l’introduction de la Mark Ten sur le marché, la firme renommée Corgi Toys mit en vente son modèle réduit numéroté 238, lequel connut une faveur considérable. Entre 1962 et 1967, plus d’un million cent mille exemplaires furent écoulés, et presque aucun autre modèle de la marque ne fut décliné en une aussi grande variété de coloris.